# Dyaulmonarch
De dyaulmonarch (Myiagra eichhorni cervinicolor) is een zangvogel uit de familie Monarchidae (Monarchen). Deze vogel is een ondersoort van de Bismarckmonarch maar werd eerder als een aparte soort beschouwd. De vogel werd in 1964 geldig beschreven door Deense bioloog Finn Salomonsen als ondersoort Monarcha hebetior cervinicolor.

## Kenmerken
De vogel is 17 cm lang. Bij deze soort is er een groot verschil tussen het mannetje en het vrouwtje. De mannetjes van de verschillende soorten van de Bismarck-archipel zijn klein, die zijn allemaal egaal, glanzend zwart. Het vrouwtje van deze soort is van boven roodbruin, met een lichtgrijs gekleurde kopkap en witte borst en buik.

## Verspreiding en leefgebied
Deze soort is endemisch op het eiland Dyaul (Bismarck-archipel). De leefgebieden van deze vogel liggen in ongerept tropisch regenwoud en minder in secundair bos en tuinen, in laagland tot op 100 meter boven zeeniveau.

## Status
Deze monarch heeft een beperkt verspreidingsgebied en daardoor is de kans op uitsterven aanwezig. De grootte van de populatie werd in 2016 door BirdLife International geschat op 2,5 tot 10 duizend volwassen individuen. De populatie-aantallen nemen af door habitatverlies door ontbossing.Om deze redenen staat deze soort als kwetsbaar op de Rode Lijst van de IUCN.